# Lega di Heilbronn

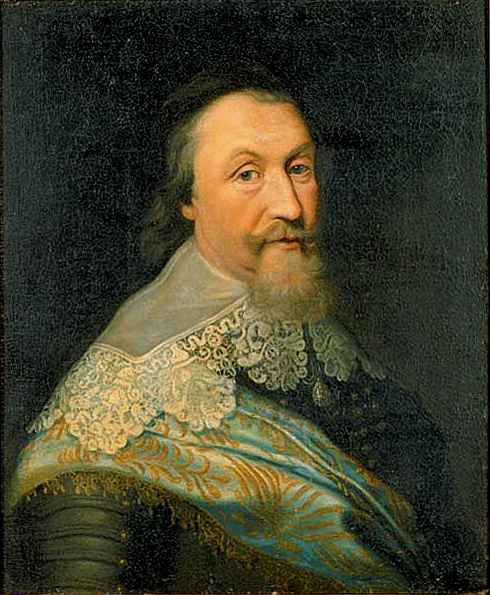
Axel Oxenstierna, cancelliere del regno di Svezia, fu il maggiore propugnatore della Lega

La Lega di Heilbronn fu un'alleanza stipulata il 23 aprile 1633, durante la Guerra dei trent'anni, tra la Svezia e i principi protestanti della parte occidentale dell'Impero, con l'appoggio finanziario della Francia, contro le forze della Lega Cattolica e dell'Imperatore.

## Motivazioni dell'alleanza
Le origini dell'alleanza risalgono alla morte del re svedese Gustavo Adolfo nella Battaglia di Lützen del 1632; il nuovo leader politico svedese Axel Oxenstierna si trovò in gravi difficoltà sia militari che finanziarie e pensò pertanto di stipulare un'alleanza difensiva con gli stati protestanti tedeschi, allo scopo di distribuire i costi dello sforzo bellico ed aumentare le forze disponibili. Già Gustavo Adolfo, nell'ottobre del 1632, aveva deciso di riunire vari rappresentanti degli stati tedeschi ad Ulma; fallite le iniziative di pace con gli avversari cattolici, Oxenstierna spostò il luogo di incontro ad Heilbronn e fissò la data per il mese di marzo.

## Firma del trattato e termini dell'alleanza
All'incontro di Heilbronn erano presenti, oltre ai rappresentanti della Svezia, quelli dei quattro circoli imperiali sotto controllo svedese, ovvero il Circolo della Svevia, il Circolo della Franconia, il Circolo del Basso Reno-Westfalia ed il Circolo dell'Alto Reno, nonché un rappresentante francese. Gli stati protestanti orientali, Sassonia e Brandeburgo, politicamente più vicini all'Imperatore, non presero parte al congresso.
Il 23 aprile fu ratificato il trattato che sanciva la costituzione della Lega; i suoi membri si impegnavano a combattere fino al raggiungimento di tre obiettivi, ovvero:
- «Finché le libertà tedesche e l'ossequio ai principi ed alla costituzione del Sacro Romano Impero non diventino di nuovo permanenti»[1]
- «Finché la restaurazione degli stati protestanti non sarà acquisita, ed una pace salda e duratura, spirituale e temporale [...] non verrà raggiunta e mantenuta»[1]
- «Finché la corona di Svezia non avrà ottenuto adeguata soddisfazione»[1]

La direzione delle operazioni veniva affidata totalmente al cancelliere Oxenstierna, ma fu stabilito un comitato consultivo composto da sette membri, di cui quattro nominati dai circoli e tre dalla Svezia.
La lega si impegnò inoltre a mantenere un esercito di 56 reggimenti di fanteria e 216 compagnie di cavalleria, nonché a pagare gli arretrati per le unità già sul campo; nonostante i massicci aiuti economici francesi, il mantenimento di questi impegni si rivelò presto proibitivo per la lega.

## La Lega nel conflitto
Le forze della lega, che non arrivarono mai all'entità numerica prevista a causa delle difficoltà finanziarie, subirono una terribile sconfitta nella battaglia di Nördlingen del 1634; la Pace di Praga del 1635, proibendo alleanze tra i membri dell'Impero, portò allo scioglimento teorico della lega. Gli stati membri tuttavia, specialmente l'Assia, continuarono a combattere a fianco della Svezia e della Francia fino al termine del conflitto nel 1648.